# Kiskunsági löszös hát

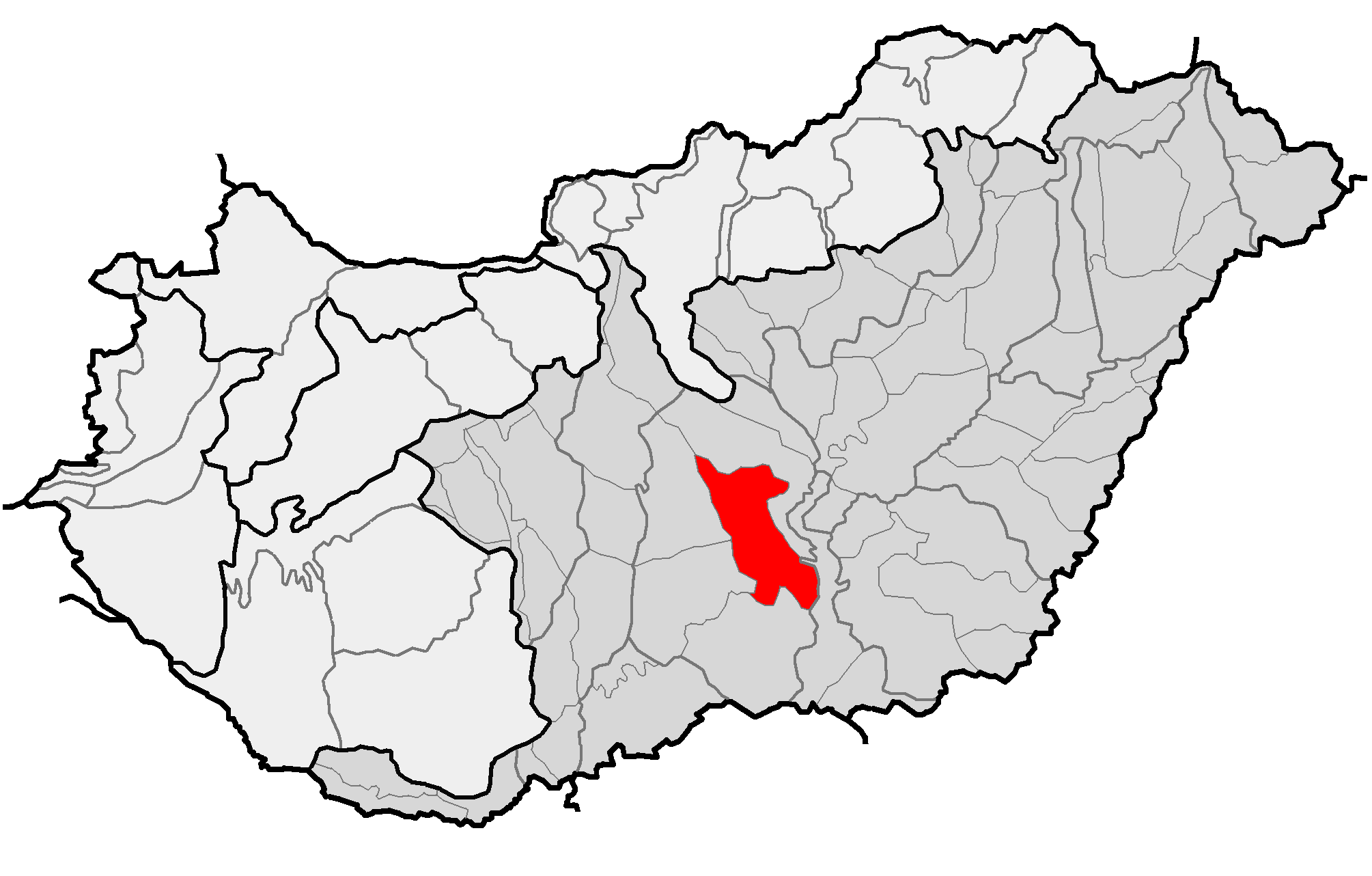
Kiskunsági löszös hát

A Kiskunsági löszös hát a Duna–Tisza közi homokhátság középső-keleti részén elhelyezkedő kistáj, mely löszös hordalékkúp-síkság, közepes talajvízállással, réti és alföldi csernozjommal, illetve réti talajjal rendelkezik.

## Elhelyezkedése
A Kecskemét és Ópusztaszer között elterülő, a Duna–Tisza közének több más kistájához hasonlóan északnyugat-délkeleti csapásirányú. 
A terület észak-északkeletről a Pilis-Alpári-homokháttal, északnyugaton a Kiskunsági-homokháttal, nyugaton a Bugaci-homokháttal, délen-délnyugaton a Dorozsma-Majsai-homokháttal határos, melyek valamennyien a Duna–Tisza közi síkvidék jellegzetes futóhomokos hordalékkúpsíkságai.

## Kialakulása

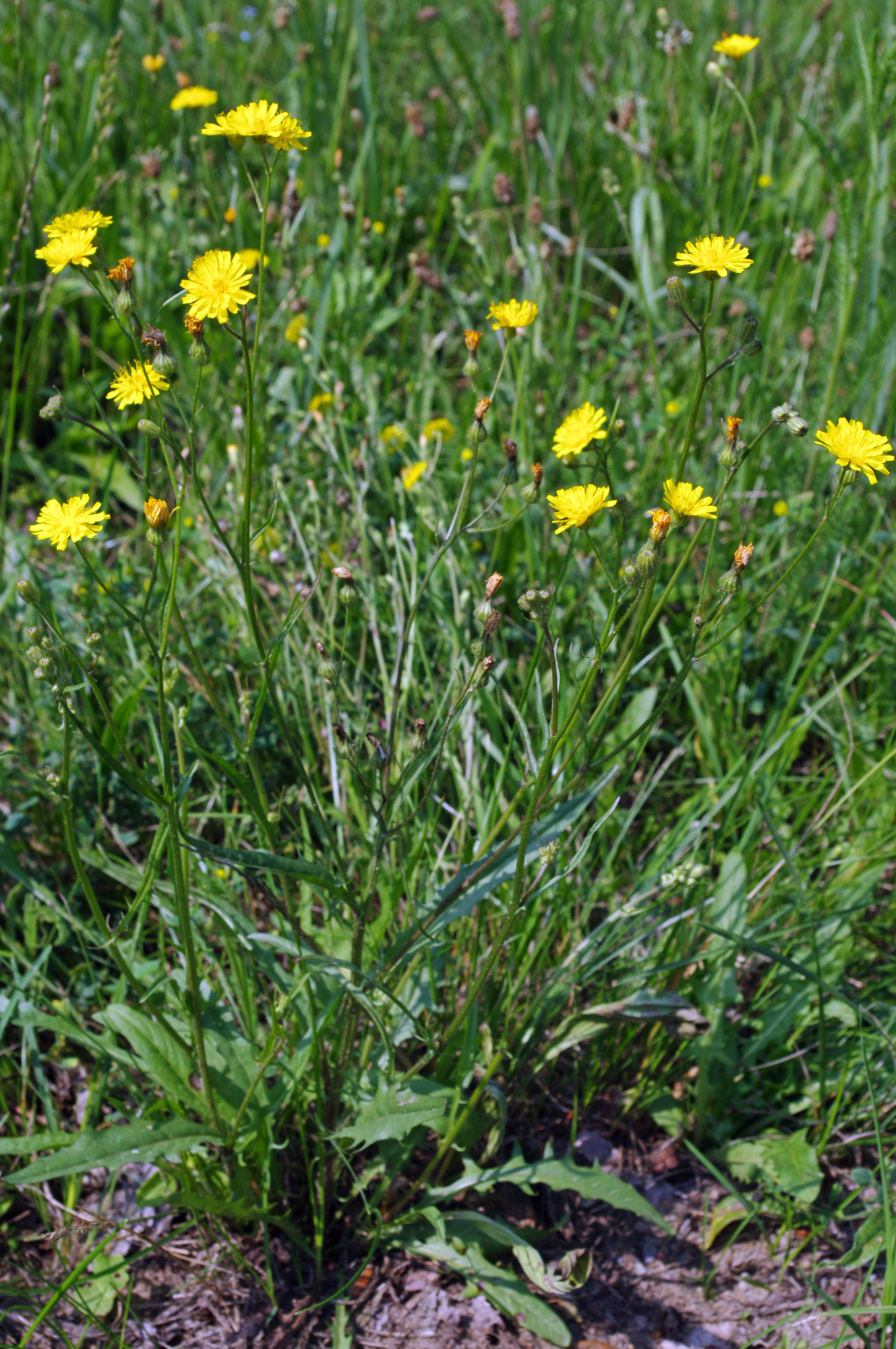
Vékony zörgőfű (Crepis Capillaris)

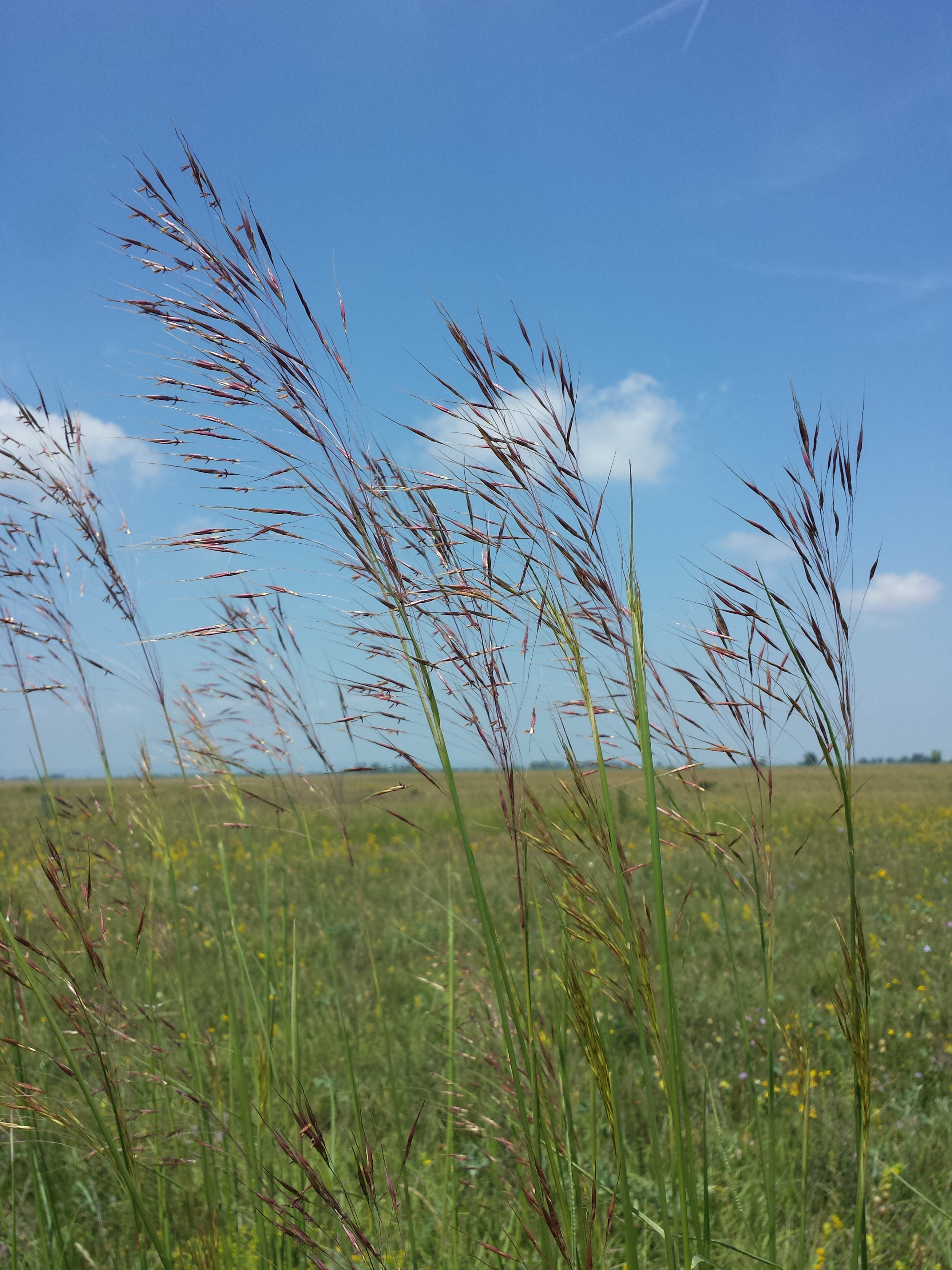
Élesmosőfű (Chrysopogon gryllus)

A kistáj kialakulása a pleisztocén elején kezdődött. A terület az Ős-Duna alsó pleisztocén öntésterülete volt. Az Ős-Duna itt a Duna-Tisza közének északkeleti részén metszette át először a jelenlegi Duna-Tisza-közét a Dél-Alföldi-süllyedék (Csongrád-Szeged-Makó-Szentes közti terület, a mai Dél-Tisza-völgy területe) felé, miközben lerakódó üledéke folyamatosan építette a jelenlegi Pilis-Alpári-homokhát területének hordalékkúpját. A Kiskunsági löszös hát területén 200-500 méteres mélységben durvaszemcsés, kavicsos üledékek találhatók, amelyekre a folyó a jégkorszak idején egyre finomodó hordalékot, homokot illetve iszapot rakott le. Ennek a hordalékkúp épülésnek a folyamata a felsőpleisztocénig,a würm elejéig tartott, amikor is a Pilis-Alpári-homokhát megemelkedett. Ezután az Ős-Duna lefolyási irányai a würm közepéig folyamatosan tolódtak mind nyugatabbra, a mai Kiskunsági-, Bugaci-, Dorozsma-Majsai-homokhát területére, majd a Kalocsa-Mohácsi-süllyedék kialakulásával vette fel mai észak-déli irányát. Mivel a würm elején a tájat az Ős-Duna elhagyta a folyóvízi felszínformálódást a szél felszínformáló tevékenysége váltotta fel, mely a Pilis-Alpári-homokháton, és a Kiskunsági löszös háton is futóhomok képződéshez vezetett, de a Kiskunsági löszös háton a futóhomok képződése helyett inkább a hordalékkúpokból kifújt legfinomabb szemcséjű por, azaz lösz rakódott le különösen a száraz területeken.

## Növényvilága

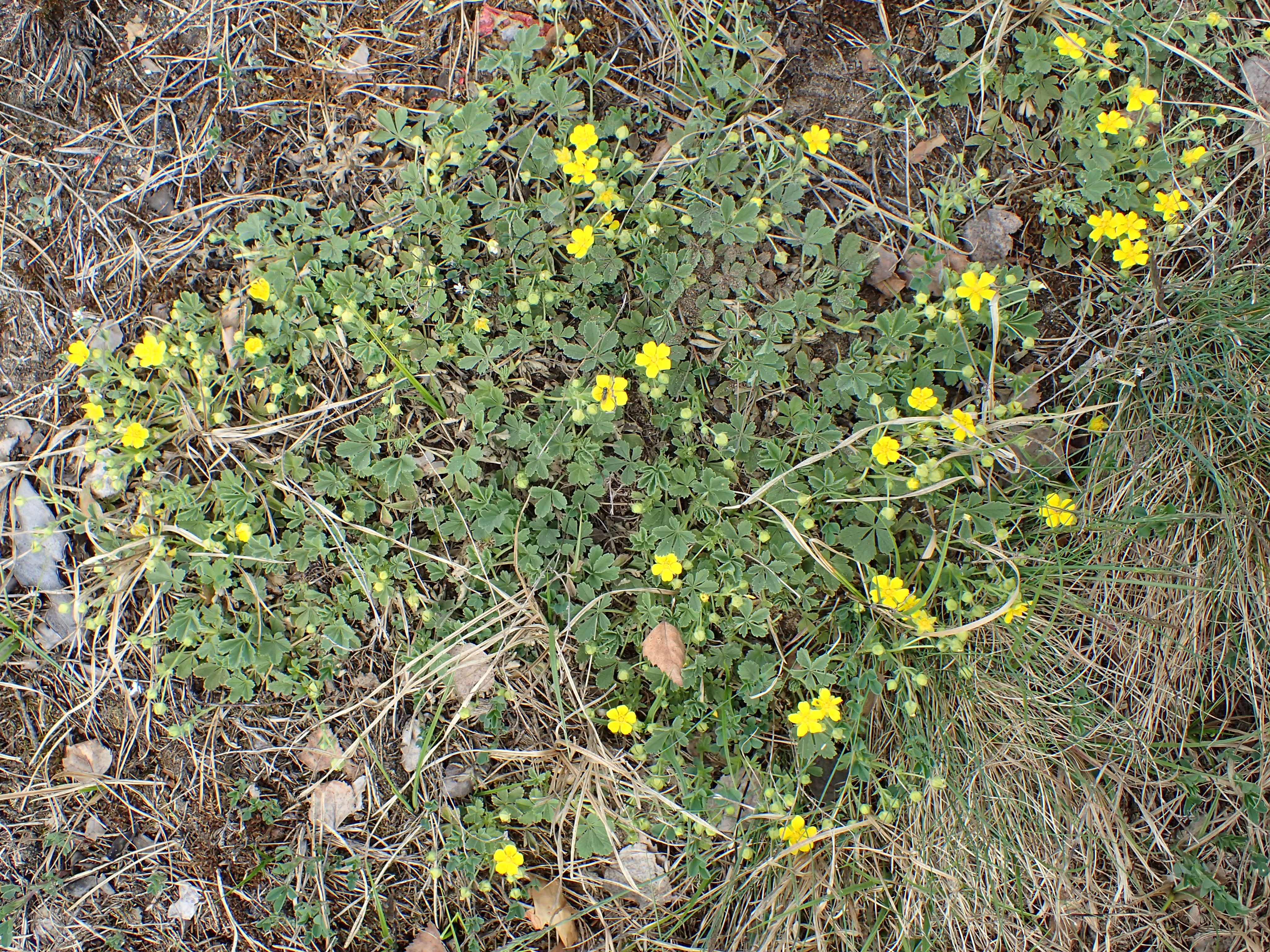
Homoki pimpó (Potentilla arenaria

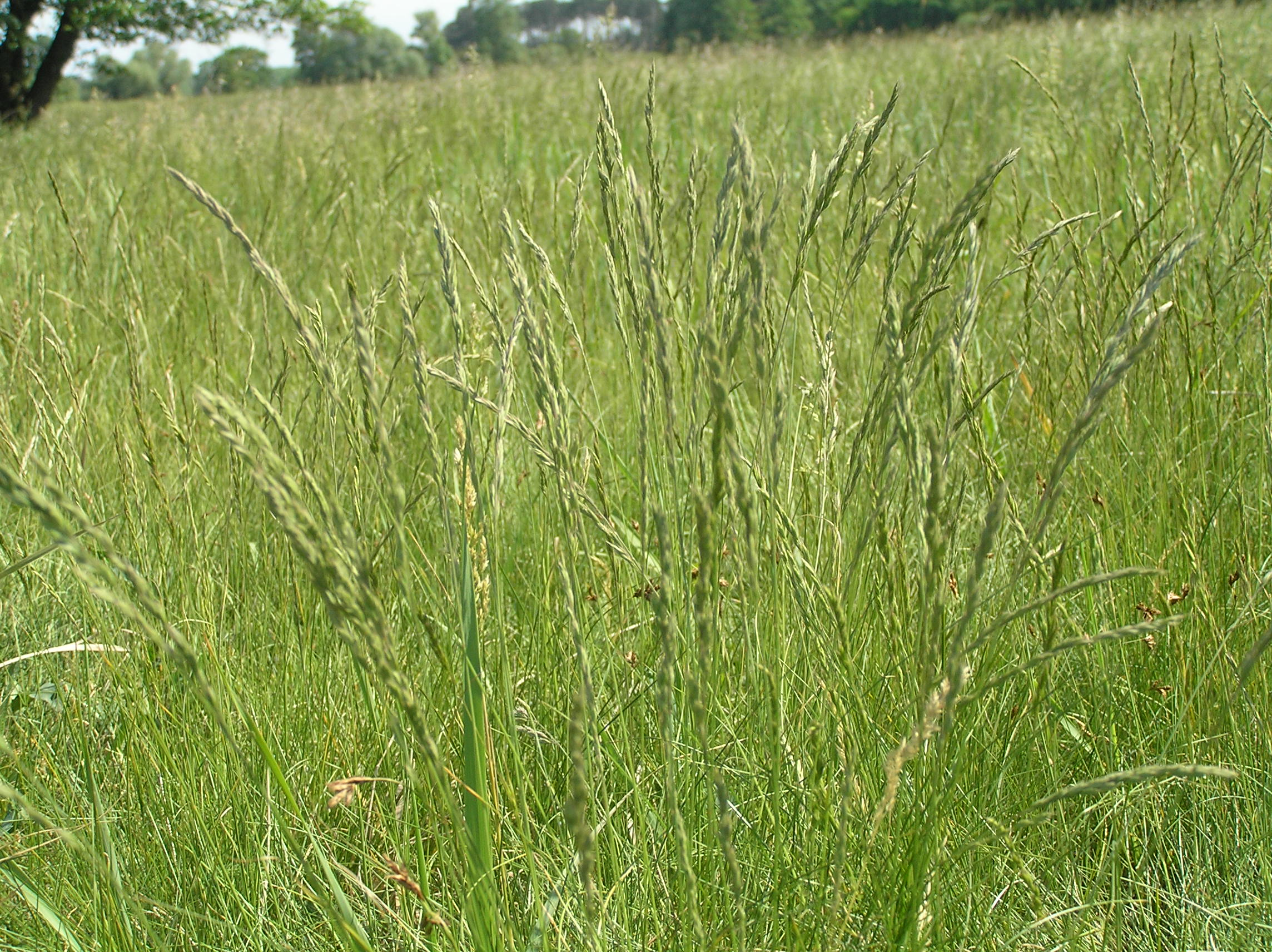
Pusztai csenkesz ˙(Festuca rupicola)

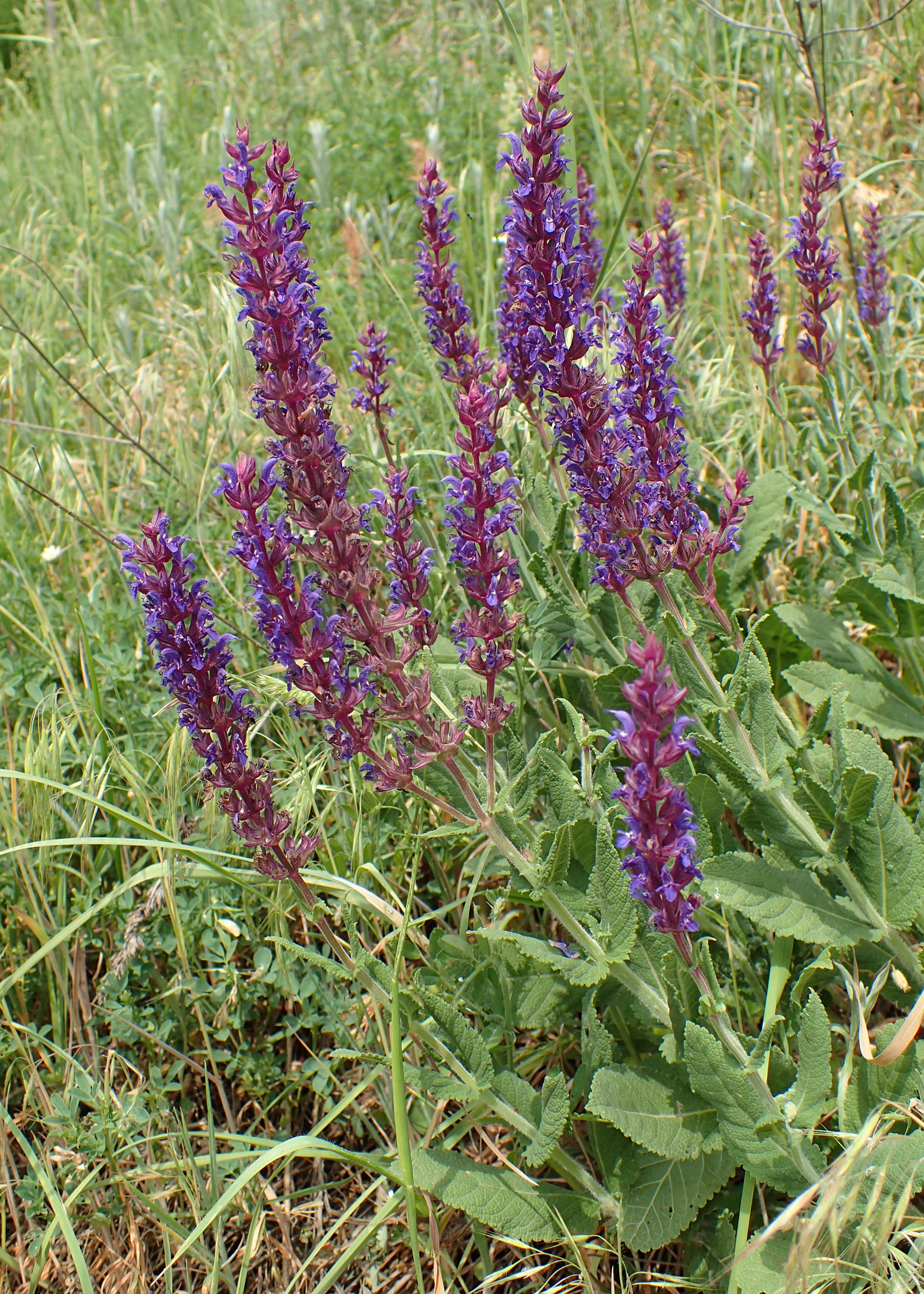
Ligeti zsálya (Salvia nemorosa)

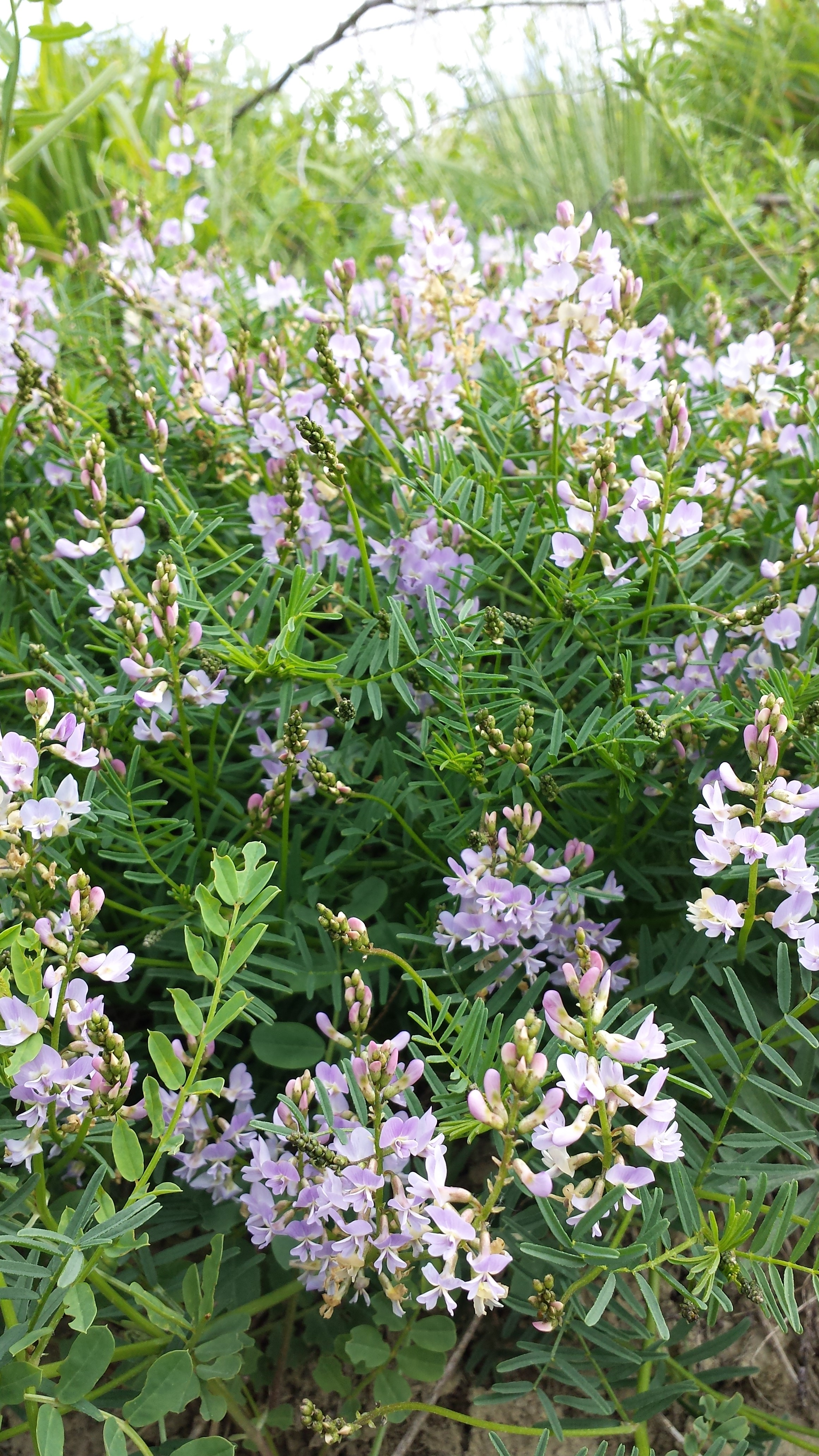
Kisvirágú csűdfű (Astragalus austriacus)

A Kiskunsági löszös hát löszsztyepprétjeinek domináns faja a pusztai csenkesz (Festuca rupicola), de előfordul a karcsú fényperje (Koeleria cristata), a sudár rozsnok (Bromus erectus). Domináns fűfajai a fenyérfű (Botriochloa ischaemum), árva rozsnok (Bromus inermis), csomós ebír (Dactylis glomerata) is. A kistáj peremén, ahol a löszrétegeket vékony futóhomok fedi domináns faj az élesmosófű (Chrysopogon gryllus). A löszgyepek gyakori kísérőfajai a zsályafélék, köztük a ligeti zsálya (Salvia nemorosa), osztrák zsálya (Salvia austriaca), lózsálya (Salvia verticillata), kisvirágú csűdfű (Astragalus austriacus), koloncos legyezőfű (Filipendula vulgaris), csörgő kakascímer (Rhinanthus minor), nagyvirágú kakascímer (Rhinanthus angustifolia), tejoltó galaj (Galium verum), villás boglárka (Ranunculus pedatus), magyar cickafark (Achillea pannonica), apró keresztfű (Cruciata pedemontana), sallangos gólyaorr (Geranium dissectum), farkas kutyatej (Euphorbia cyparassias), mezei varfű (Knautia arvensis), vesszős kutyatej (Euphorbia virgata), bókoló bogáncs (Carduus nutans ssp. macrolepis), koronás galambbegy (Valerianella coronata), salátagalambbegy (Vallerianella locusta), közönséges vasfű (Verbena officinalis), hasznos tisztesfű (Stachys recta), juhsóska (Rumex acetosa ssp. tenuifolius), vékony zörgőfű (Crepis capillaris), közönséges ínfű (Ajuga geneviensis), vadrezeda (Reseda lutea), közönséges orbáncfű (Hypericum perforatum), csattogó szamóca (Fragaria viridis), ezüstpimpó (Potentilla argentea), közönséges kakukkfű (Thymus odoratissimus), komlós lucerna (Medicago lupulina), közönséges párlófű (Agrimonia eupatoria), tövises iglice (Ononis spinosa), magyar imola (Centaurea pannonica), füles hölgymál (Hieracium auriculoides).
A homokhátság száraz gyepeiben gyakori a homoki pimpó (Potentilla arenaria) és előfordul a védett budai imola (Centaurea sadleriana) is. 
A védett fajok közül löszgyepekben Gátérnél és Nyárlőrincen előfordul a tarka sáfrány (Crocus reticularis), a Baksi-pusztán a vetővirág (Sternbergia colchiciflora), a gátéri gyepeken pedig az érdes csüdfű (Astragalus asper) is.
Az ürmöspuszták (Artemisio-Festucetum pseudovinae) domináns fű faja a sovány csenkesz (Festuca pseudovina), de néhol a gumós perje (Poa bulbosa) uralkodóvá válhat és állandó faj itt a sziki üröm (Artemisia santonicum), és gyakori a sziki utifű (Plantago maritima), a herefajok közül a sávos here (Trifolium striatum), pusztai here (Trifolium retusum), sziki here (Trifolium angulatum), tarlóhere (Trifolium arvense) is.

## Természetvédelmi területek
A Kiskunsági löszös hátnak főleg a déli részén nagy kiterjedésű védett természeti területek találhatók: Baksi-puszta, Lyukashalmi-puszta, Csaj-tó és a Büdösszék a Pusztaszeri Tájvédelmi 
Körzet része, 1998-tól Kónyaszék is országos jelentőségű természetvédelmi terület lett.
A Natura 2000-es hálózat kijelölése során kiemelt jelentőségű különleges természetmegőrzési terület 
és egyben különleges madárvédelmi terület lett Baksi-, Lyukashalmi-puszta és Csaj-tó, valamint Kónyaszék szintén kiemelt jelentőségű különleges természetmegőrzési terület lett. 
A Natura 2000-es területek kijelölése során ezenkívül a Gátéri Fehér-tó, a Csongrád-Bokrosi 
Kis-és Nagy-Sós-tó és annak környéke is különleges természetmegőrzési és egyben különleges madárvédelmi terület lett.